# Immanuel Wallerstein
Immanuel Maurice Wallerstein (Nova Iorque, 28 de Setembro de 1930 – 31 de agosto de 2019) foi um sociólogo estadunidense, mais conhecido pela sua contribuição fundadora para a teoria do sistema-mundo. Os seus comentários bimensais sobre questões globais foram distribuídos pela Agence Global para publicações como Le Monde diplomatique e The Nation. No Brasil, os seus artigos foram publicados na revista Fórum e na revista virtual Outras Palavras.

## Carreira académica
Wallerstein se interessou pela política internacional quando ainda era adolescente, se encantando com a atuação do movimento anticolonialista na Índia. Wallerstein obteve os graus de B.A. (1951), M.A. (1954) e Ph.D. (1959) na Universidade de Columbia, Nova Iorque, onde ensinou até 1971. Tornou-se depois professor de Sociologia na Universidade McGill, Montreal, até 1976, e na Universidade de Binghamton, Nova Iorque, de 1976 a 1999. Foi também professor visitante em várias universidades do mundo. Foi esporadicamente director de estudos associado na École de Hautes Études en Sciences Sociales, Paris, e presidente da Associação Internacional de Sociologia entre 1994 e 1998. Desde 2000, é investigador sénior na Universidade de Yale. Recebeu o título de Doutor Honoris Causa pelo Instituto Superior de Ciências do Trabalho e da Empresa (ISCTE) em 1999, pelaUniversidade de Coimbra em 2006 e pela Universidade de Brasília em 2009.

## Teoria
A sua crítica do capitalismo global e o apoio aos movimentos anti-sistémicos espalharam a sua fama para lá do mundo académico e tornaram-no um arauto do movimento antiglobalização, à imagem de Noam Chomsky ou Pierre Bourdieu.

### Estudos sobre a África
Wallerstein especializou-se inicialmente em assuntos da África pós-colonial, aos quais dedicou quase exclusivamente a sua produção até inícios dos anos 1970, altura em que começou a destacar-se enquanto historiador e teórico da economia capitalista mundial.

### Os livros: "O sistema mundial moderno"
A sua obra fundamental é O sistema mundial moderno (1990), publicada originalmente em três volumes em 1974, 1980 e 1989. Esta obra parte de quatro referências teóricas fundamentais:
- Karl Marx, que Wallerstein segue em teses como a predominância dos factores económicos sobre os políticos e ideológicos na história mundial, a dicotomia entre capital e trabalho, a concepção do desenvolvimento da economia mundial segundo fases históricas como o feudalismo ou capitalismo, a acumulação de capital, a dialéctica, entre outros;
- a Escola dos Annales, nomeadamente o historiador Fernand Braudel, que registara o desenvolvimento e implicações políticas das redes económicas européias dos séculos XV-XIX;
- Max Weber, um dos mais importantes e influentes entre os sociólogos clássicos, ao lado de Émily Durkheim e do já citado Marx;
- presumivelmente, a sua própria experiência enquanto estudioso da África pós-colonial e das várias teorias relativas às "sociedades em desenvolvimento".

Wallerstein recusou a noção de Terceiro Mundo, argumentando que existia apenas um mundo articulado por uma complexo sistema de trocas económicas — uma economia mundial ou sistema mundial — caracterizado pela dicotomia entre capital e trabalho e a acumulação de capital entre agentes em concorrência (nomeadamente os Estados-nação), num equilíbrio sempre ameaçado por fricções internas. Esta abordagem constitui a teoria do sistema mundial. Wallerstein identifica a origem do sistema mundial moderno na Europa e América do século XVI. Uma ligeira superioridade de acumulação de capital no Reino Unido e na França, devida a circunstâncias políticas internas no final do feudalismo, desencadeou um processo de expansão que culminou no sistema global de trocas económicas actualmente existente. No século XIX, praticamente todos os territórios do planeta haviam sido incorporados na economia mundial capitalista.

### Sistema mundial capitalista
O sistema mundial capitalista é muito heterogéneo em termos culturais, políticos e económicos, abarcando grandes diferenças de desenvolvimento civilizacional, acumulação de capital e poder político. Ao contrário de teorias positivistas da modernização e desenvolvimento capitalista, Wallerstein não atribui estas diferenças a um atraso de certas regiões face a outras, que a própria dinâmica do sistema tenderia a apagar, mas à própria natureza do sistema mundial. Ao sistema mundial é inerente uma divisão entre centro, periferia e semiperiferia, em função da divisão do trabalho entre as regiões. O centro é a área de grande desenvolvimento tecnológico que produz produtos complexos; a periferia é a área que fornece matérias-primas, produtos agrícolas e força de trabalho barata para o centro. A troca económica entre periferia e centro é desigual: a periferia tem de vender barato os seus produtos enquanto compra caro os produtos do centro, e essa situação tende a reproduzir-se de forma automática, quase determinista, embora seja também dinâmica e mude historicamente. A semiperiferia é uma região de desenvolvimento intermédio que funciona como um centro para a periferia e uma periferia para o centro. Em finais do séc. XX, incluiria regiões como o a Europa Oriental, o Brasil ou a China. Regiões centrais e periféricas podem coexistir em espaços muito próximos. Uma consequência da expansão do sistema mundial é a contínua "mercadorização" das coisas, incluindo o trabalho humano. Recursos naturais, terra, trabalho, relações sociais são gradualmente espoliados do seu valor intrínseco e transformadas em mercadorias, cujo valor de troca é determinado no mercado. Immanuel Wallerstein acredita que o capitalismo chegou ao fim da linha e já não pode sobreviver como sistema à crise estrutural em que mergulhou desde os anos 1970 e que ainda deve perdurar por mais uns 20, 30 ou 40 anos. Segundo ele, vivemos um momento de transição em que já não está em questão se o capitalismo sobreviverá ou não, mas o que irá sucedê-lo - e que pode ser um sistema mais igualitário e democrático ou ainda mais polarizado e explorador.

### Críticas a seu pensamento e a sua influência
O trabalho de Wallerstein suscitou críticas não só do terreno conservador e neoliberal, mas também de historiadores não alinhados nessas correntes, que consideram incorretas algumas das suas teses [carece de fontes?]. Outros argumentam que Wallerstein menospreza a dimensão cultural, reduzindo-a ao que chamam uma ideologia oficial dos Estados, que pode então ser explicada como mero reflexo de interesses económicos.[carece de fontes?] Todavia, a sua abordagem analítica, a par das de teóricos análogos como André Gunder Frank, Theotónio dos Santos, Terence Hopkins, Samir Amin ou Giovanni Arrighi, teve um impacto e uma implantação académica considerável. Em Portugal, por exemplo, a escola ligada ao sociólogo Boaventura de Sousa Santos baseou diretamente a sua caracterização da sociedade portuguesa, a teoria da semiperiferia, na teoria do sistema mundial. No Brasil, há  um núcleo de pesquisa especialmente dedicado à abordagem dos sistemas-mundo, sediado no Departamento de Economia da Universidade Federal de Santa Catarina. O movimento antiglobalização é outro exemplo eloquente da influência de Wallerstein.